# Claudia Castrosín Verdú
Claudia Castro, es una militante, activista lesbiana y de DDHH argentina. Fue Presidenta de La Fulana, organización Argentina de lesbianas desde el año 1998 hasta el 2018.
Fue fundadora de la Federación Argentina de Lesbianas, Gays, Bisexuales y Trans (FALGBT) y vicepresidenta entre el 2010/2014 organización que fundó en 2005, desde donde ha colaborado en la sanción de las leyes de Matrimonio Igualitario, Identidad de Género y Fertilización Humana Asistida. En el 2007 presentó junto a María Rachid, en ese entonces su pareja, el primer amparo judicial para que se declarase la inconstitucionalidad de dos artículos del código civil que impedían el matrimonio entre personas del mismo sexo. Posterior a la aprobación de la Ley de Matrimonio Igualitario.
Castrosín usó durante doce años el nombre de Claudia Castro para «proteger» a sus padres hasta que en el 2010 decidió presentarse con sus dos apellidos. En el 2013, la Legislatura de la Ciudad de Buenos Aires la nombró «Personalidad destacada en el ámbito de los Derechos Humanos», tras un proyecto de Rachid.

## Activismo
Tras su llegada a Buenos Aires, Castrosín Verdú se unió a La Fulana, una asociación de apoyo a lesbianas y mujeres bisexuales. Ahí conoció a María Rachid, con quien empezó a concurrir a los medios y contrajo unión civil el 21 de agosto de 2003, siendo las primeras mujeres en Latinoamérica en hacerlo. Un año antes, ambas habían fundado el periódico LGBT, Queer, que sería relanzado en el 2009 como el periódico de la Federación LGBT. A partir de 2007 comenzó a militar a favor de la Ley de Matrimonio Igualitario. En febrero, Rachid y Castro concurrieron al registro civil para sacar turno para casarse, acompañadas por María José Lubertino (entonces presidenta del INADI), varios diputados, abogados y un escribano. Al ser rechazado su pedido, presentaron el primer amparo judicial en Argentina y América Latina para que se declarase la inconstitucionalidad de dos artículos del código civil que impedían el matrimonio entre personas del mismo sexo. El caso llegó a la Corte Suprema de Justicia de la Nación y fue presentado también ante la Corte Interamericana de Derechos Humanos. Al respecto del Matrimonio Igualitario, la activista dijo «El matrimonio no va a hacer más importante nuestro amor, ni va a hacer que exista o que no exista. Lo que va a hacer el matrimonio es reconocer derechos» y que para ella significaba «dignidad». En 2010 participó en el comienzo del debate por la Ley de Matrimonio Igualitario en el Senado de la Nación y dijo «Somos iguales que ustedes, pero no tenemos los mismos derechos [...] Somos y existimos, nos cansamos de estar a la izquierda del cero».
Actualmente es presidenta de La Fulana, vicepresidenta de la Federación Argentina de Lesbianas, Gais, Bisexuales y Trans (FALGBT) e integrante del Consejo Nacional de las Mujeres y de la Mesa Nacional por la igualdad que integra el Frente Nacional por la Igualdad junto con el Movimiento Evita. Colaboró en el impulso de las leyes de Fertilización Humana Asistida, la Ley de Identidad de Género, la introducción de los días de «la visibilidad lésbica» y «derechos de las personas trans» y la creación del Parlamento de las Mujeres, del cual es autoridad suplente. En 2012 participó en la primera Semana del Orgullo de Lesbianas, Gais, Bisexuales y Trans de la Provincia de Misiones y dijo «Me gustaría ir por la vida no sólo con la bandera de lesbiana». Al respecto de la Ley de Identidad de Género expresó que «Es la mejor del mundo, la más revolucionaria de los últimos 200 años». En cuanto a la Ley de Fertilización Humana Asistida, participó en los debates de comisión y expresó «Para nosotras y nosotros el acceso a las técnicas de reproducción humana asistida constituye un aspecto del contenido del derecho humano a la salud».
En 2011, por un proyecto de Rachid, fue nombrada «Personalidad destacada en el ámbito de los Derechos Humanos» por la Legislatura de la Ciudad de Buenos Aires. Esteban Paulón, presidente de FALGBT, la mencionó como «una referente indiscutible en lo que hace a la lucha por la visibilidad y contra la violencia de lesbianas y mujeres bisexuales».

## Vida personal
Criada en La Plata, se involucró con el trabajo social desde muy joven. Estando comprometida con su novio, conoció a una mujer abiertamente lesbiana, de la cual se hizo amiga. La activista comentó que en ese momento le impacto «que alguien pudiese ser lesbiana» y que las lesbianas le «daban asco». Finalmente se enamoró de su amiga y fueron pareja por dos años. Su sexualidad no fue aceptada por su familia al principio y por doce años se presentó con el nombre de «Claudia Castro» para «no avergonzar» y «proteger» a sus padres. A los veintitrés años se mudó a Buenos Aires para «vivir su sexualidad libremente», en lo que mencionó como un «exilio lésbico».
Luego de estar en pareja con María Rachid y tras la sanción de la Ley de Matrimonio Igualitario, se casó con Flavia Massenzio, también activista lesbiana, con quien tiene una hija llamada Estefanía. En el año 2016 se divorciaron.